# هواایست
هواایست‌ها هواگردهای سبکتر از هوا هستند. برای نمونه بالنها و کشتی‌های هوایی.
شناوری یک هواایست در هوا به همان شیوه است که شناوری یک کشتی در آب یعنی با جایگزینی هوا در پیرامون وسیله با یک گاز سبکتر (هلیم یا هیدروژن) یا هوای داغ.
تفاوت میان بالن و کشتی هوایی این است که کشتی هوایی سکان دارد و هدایت شونده است ولی بالن به همراه باد می‌رود و هدایت نمی‌شود.

## نگارخانه

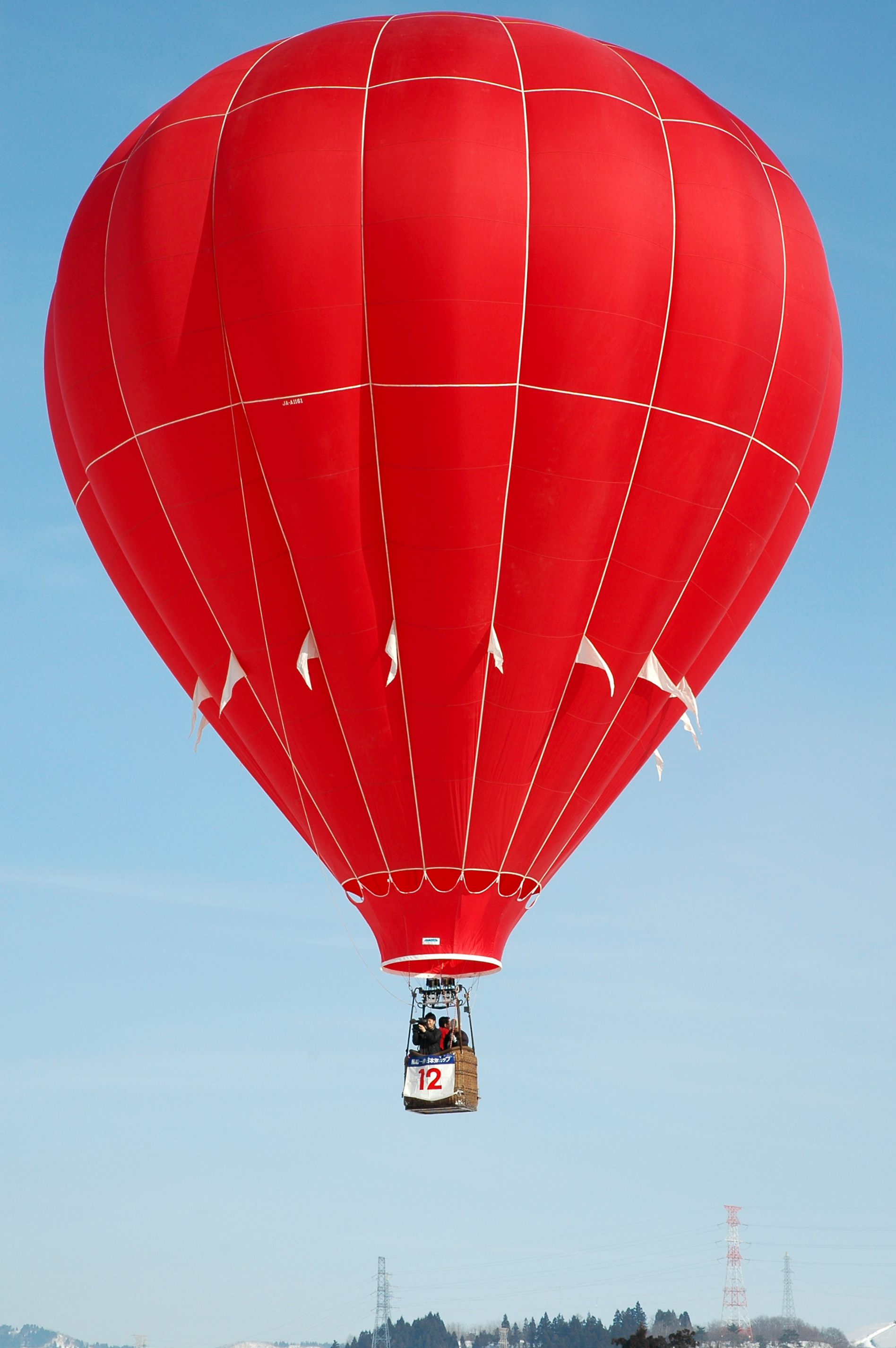
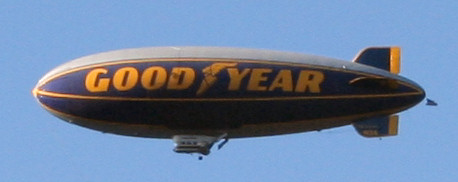